# Sam Winchester
Samuel „Sam” William  Winchester (născut pe 2 mai 1983) este un personaj fictiv și unul dintre cei doi protagoniști ai serialului american Supernatural, împreună cu fratele său mai mare, Dean. El a studiat la Stanford, urmând să devină avocat. Este jucat de către actorul Jared Padalecki.
Sam este un vânător si un Om al Literelor. El este descris ca fiind înalt, prietenos, inteligent și independent. 
Deoarece sunt descendenții lui Cain și Abel, Sam este recipientul adevărat al arhanghelului Lucifer, iar Dean a lui Mihail.